# Ben Selvin

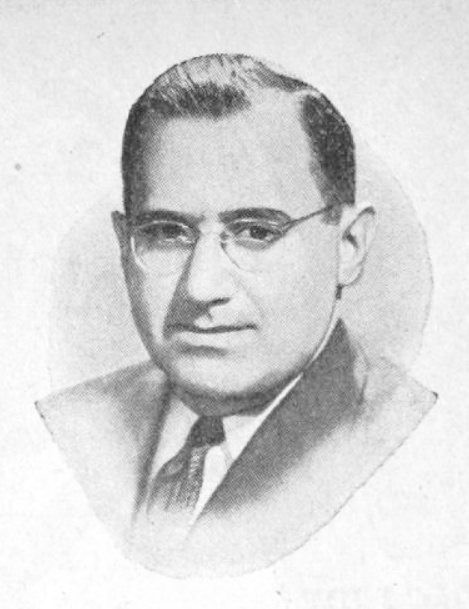
Ben Selvin

Ben Selvin, född 12 september 1898, död 15 juli 1980, var en amerikansk violinist och orkesterledare. Hans inspelning från 1919 av "Dardanella" sålde över fem miljoner exemplar och banade vägen för den jazzigt synkoperade dansmusikens kommersiella genombrott. Enligt beräkningar har Selvin totalt medverkat på över 13 000 inspelningar.